# L'omino della metropolitana
L'omino della metropolitana (The Little Man on the Subway) è un racconto fantastico di Isaac Asimov pubblicato per la prima volta nel 1950 su Fantasy Book.

## Storia editoriale
L'omino della metropolitana è basato su un racconto scritto nel 1941 dall'amico, agente e scrittore Frederik Pohl, sotto lo pseudonimo di James MacCreigh. Incapace di farlo bene, Pohl chiese ad Asimov di riscriverlo, e così fece. Fu respinto da John W. Campbell e Asimov se ne dimenticò. La storia venne infine venduta a Fantasy Book nel 1950.
Successivamente è stato incluso nell'antologia Asimov Story (The Early Asimov) del 1972.
È stato pubblicato varie volte in italiano a partire dal 1973.

## Trama
Patrick Cullen, un conducente della Metropolitana di New York, è attonito quando al capolinea, alla stazione di Flatbush, non vede scendere nessuno dal treno. E rimane ancora più stupito quando il treno riparte per viaggiare attraverso varie stazioni che non esistono. Incontra un uomo che si presenta come il sig. Crumley, che gli racconta che si sta esercitando per diventare un dio e immediatamente converte Cullen a credere in lui.
Cullen incontra altri credenti e viene anche coinvolto in una cospirazione per deporre Crumley. Alla fine Crumley viene effettivamente deposto e il treno, con a bordo Cullen, ritorna nella stazione di Flatbush.